# کاخوفکا ۲۸۹۴
سیارک ۲۸۹۴ (به انگلیسی: 2894 Kakhovka، نامگذاری:1978SH5) دو هزار و هشتصد و نود و چهارمین سیارک کشف شده‌است که در ۲۷ سپتامبر ۱۹۷۸ کشف شد.
قدر مطلق سیارک برابر ۱۲٫۱۰ است.